# Toufic Farroukh
Toufic Farroukh, est un saxophoniste et percussionniste franco-libanais ; il est également compositeur, notamment de musiques de films, producteur et enseignant au DNSPB et au CRR de Paris.

## Biographie
Né à Beyrouth, il découvre le saxophone à l âge de 10 ans, grâce à son frère, qui l’a guidé dans l'apprentissage de l’instrument et, plus tard, lui a inculqué l'amour du professionnalisme.
Lorsque le Liban est déchiré par la guerre à partir de 1975 et que nombre de ses compatriotes musiciens s'exilent, avec Issam Haj Ali et le joueur de oud Elia Saba, Toufic Farroukh forme le groupe "Al Ard" ("La Terre") et sortent plusieurs albums de compositions personnelles (1977–1984).
Le jeune homme se familiarise petit à petit avec le style instrumental et l’improvisation… En 1978 commence une longue période de collaboration avec Ziad Rahbani(Abou Ali)  Toufic Farroukh participe à plusieurs tournées en Europe et concerts au Liban, et enregistre plusieurs albums composés par Ziad pour la chanteuse Fairuz, dont le célèbre album "To Assi"
A 20 ans, de passage aux États-Unis à l’occasion d’une tournée avec Fairuz (1981), il assiste à un concert de Dexter Gordon qui le conforte dans sa décision de se consacrer  à la musique.

### Paris
En 1984, il décroche une bourse qui lui donne enfin l’opportunité de recevoir une formation (saxophone) pendant plusieurs années à l’École Normale de Musique de Paris (1985–1989). 
À sa sortie, le diplôme décerné par l’institution, il continue à tourner avec des artistes libanais, tels que Fairuz, Ziad Rahbani

## Compositeur
Il est alors installé définitivement à Paris. Puisque le déclic qu’il attend ne se produit pas, il le provoque en 1990 en choisissant de tout abandonner pour mettre au monde son propre projet. 
Quatre ans plus tard sort Ali On Broadway, son premier album, qui reflète déjà cet éclectisme et cette double culture orientale et occidentale, principales signatures de l’artiste. C’est essentiellement avec son deuxième album Little Secrets (Auvidis, Naïve Records, 1998) et son troisième album Drab Zeen (Le chant du monde, Harmonia Mundi, 2002), vendus à 40 000 exemplaires dans le monde[réf. souhaitée], qu’il perce sur la scène européenne et internationale.

### Toufic Farroukh & the Absolut Orchestra (2000)
Il constitue son premier groupe, Toufic Farroukh & the Absolut Orchestra, composé de 10 musiciens de différentes nationalités, avec qui il se produit dans des festivals tels que le North Sea Jazz Festival (Pays-Bas), Jazz à Saint-Germain-des-Prés Paris, Jazz sur son 31 à Toulouse (France), le Festival de Beiteddine (Liban) et le Dubaï Jazz Festival (en).
Dans ses compositions comme dans ses collaborations, Toufic Farroukh confronte l’univers du jazz avec celui de la tradition arabe. Ses sources d’inspiration sont multiples, du jazz à l’électro.
Toufic Farroukh continue à écrire et à produire des albums :
- Tootya (O+, 2006) « C’est un disque visuel dans la mesure où il nourrit l’imagination, souligne Toufic Farroukh. Et cela le lie avec l’idée d’un voyage. Tous, nous poursuivons nos voyages toute la vie. »[réf. souhaitée]
- Cinéma Beyrouth (Enja, 2011). Cinéma Beyrouth « est bien sûr un hommage rendu à Beyrouth, dit Farroukh. Bien entendu, je parle d'une certaine Beyrouth qui n'existe plus que dans notre mémoire ! L'essentiel, c'est que les morceaux aient une âme. Mon but artistique est la création d'émotions, mais je ne dicte pas aux gens ce qu'ils doivent ressentir »[réf. souhaitée].

Avec son Sextet, il se produit notamment au New Morning à Paris (2013), au Théâtre Al Madina à Beyrouth (2013), au MuCEM à Marseille (2014), à l'Auditorium du Louvre à Paris (2014), à l'Institut du Monde Arabe à Paris (2014).

### Musiques de films et danses contemporaines
Dès 1994, Toufic Farroukh commence aussi à tisser des liens avec d’autres formes artistiques.
D’abord avec le cinéma : il a à son actif plusieurs bandes originales, dont celle de Falafel (en), récompensé en 2006 par un Bayard d’or lors du Festival international du film francophone de Namur, en Belgique, et Terra Incognita de Ghassan Salhab, sélection du Festival de Cannes, Arte (2004). Suivent Bonne à Vendre de Dima el Jundi (2006), Un homme d’Honneur de Jean Claude Codsi (2012) et A Ladder to Damascus de Mohamad Malas (2014). "Nour" de Khalil Zaarour (2017)
Toufic Farroukh écrit également des musiques pour des spectacles annuels de danse contemporaine organisés par le Conservatoire à rayonnement régional de Paris au Théâtre des Abbesses :  
- Clément et Clémentine, une création pour Quatuor à cordes et piano (2008)
- Deux points … , une création pour hautbois  et clarinette basse, et bande électroacoustique (2009)
- Belle et Zébuth, une création pour Trio à cordes (2010).

## Collaborations
A l’instar de ses compositions, Toufic Farroukh confronte par ses collaborations, l’univers du jazz avec celui de la musique symphonique .  » à la frontière de … » une suite de 50 minutes pour Orchestre symphonique et Quartet jazz. Écrit par Toufic Farroukh et co-arrangé par Leandro Aconcha. En 2018, une première à Beyrouth avec l’Orchestre philharmonique du Liban & Toufic Farroukh Quartet et Sous la direction Alexandre Piquion. En 2019 avec l’ Orchestre Symphonique du C.R.R de Paris sous la Direction Xavier Delette.
En 2011, invité de l’orchestre allemand de la Norddeutscher Rundfunk sous la direction de Kristjan Järvi, Toufic Farroukh et le joueur de ney Bassam Saba interprètent le concerto pour « Ney et orchestre » du compositeur Daniel Schnyder à Hambourg et dans plusieurs villes en Allemagne.

## Discographie
Composition, arrangement et réalisation.
- 1994 : Ali on Broadway (KOJ/Mélodie)
- 1998 : Little Secrets (Auvidis/Naïve      Records)
- 2002 : Drab Zeen (CDM/Harmonia Mundi)
- 2006 : Tootya (O+/Harmonia Mundi)
- 2012 : Cinéma Beyrouth (Enja/Harmonia Mundi)
- 2017 : Villes invisibles (TF&Hot8 Music/ l'Autre Distrubition)
- 2020 : 8 Original Soundtracks (TF/ Absilone)
- 2023: Untamed Elegance (TF/Scale / Bacodistrib)